# 스가누마 겐이치
스가누마 겐이치(일본어: 菅沼 健一, 1954년 ~ )는 일본의 외교관이다. 2012년부터 2014년까지 주브루나이 특명전권대사를 역임했고 2015년부터 주스리랑카 특명전권대사를 맡고 있다.

## 인물
도쿄도 출신으로 1978년 도쿄 대학 법학부를 졸업하고 외무성에 입성했다. 파키스탄 등의 재외 공관, OECD(경제협력개발기구) 일본정부대표부에서 근무한 경력도 있다.
1993년 8월 외무성 종합외교정책국 군비관리군축과 무기관련물자 등 비확산실장, 1995년 7월 외무성 경제국 국제에너지과장, 1997년 2월 외무성 경제국 국제기구 제2과장 등을 맡았다. 1998년 2월 주빈 국제기구 일본정부대표부 참사관, 2000년 12월 주러시아 일본 대사관 공사, 2003년 2월 주싱가포르 일본 대사관 공사, 2005년 8월 대신관방 위기관리담당 참사관 겸 영사국 참사관, 2006년 8월 외무성 영사국 참사관 등을 역임했다.
그 후 외무성 국제협력국 지구적 과제 담당 참사관과 에든버러 총영사를 지낸 후 2009년 7월에 제네바 국제기구 일본정부대표부 대사 겸 제네바 총영사를 거쳐서 2012년 10월 9일부터 주브루나이 특명전권대사, 2014년 5월 13일부터 특명전권대사(제3차 유엔 방재 세계 회의 담당), 9월 5일부터 북극 담당 대사를 겸임했다. 2015년 4월 24일부터 주스리랑카 특명전권대사를 맡고 있다.
가족 관계는 부인과의 사이에 두 명의 자녀가 있다.

## 입사 동기
- 고이누마 기요시 - 2016년에 주오스트리아 특명전권대사로 부임